# Segre (periódico)
Segre es un diario publicado en Lérida por el Grupo Segre, con difusión en la región de Ponent y la zona del Pirineo occidental catalán. Tiene dos ediciones, una en lengua española y otra en catalán.

## Historia
Fundado en 1982, inicialmente se publicaba sólo en español. La edición en catalán se lanzó en 1997, manteniéndose hasta la actualidad. Su tirada en 2008 era de unos 17000 ejemplares, con una distribución que lo lleva hasta 13000 lectores. En la actualidad recibe subvenciones por parte de la Generalidad de Cataluña.
Tiene delegaciones en Seo de Urgel, Balaguer, el Pont de Suert, Tremp y Tárrega.